# Lijst van oorlogsmonumenten in Diemen
De Nederlandse gemeente Diemen heeft 3 oorlogsmonumenten. Hieronder een overzicht.
| Nr.                             | Object                                         | Herdachte groep      | Ontwerper                                                  | Onthulling   | Type        | Locatie                               | Plaats | Coördinaten                   | Foto             |
| ------------------------------- | ---------------------------------------------- | -------------------- | ---------------------------------------------------------- | ------------ | ----------- | ------------------------------------- | ------ | ----------------------------- | ---------------- |
| 2089                            | Klokkenstoel                                   | algemeen             | Dick Hatt (klokkenstoel), mevr. W. Dijkshoorn (gedenkmuur) | 1986         | overig      | D.J. den Hartoglaan 1, 1111 ZB        | Diemen | 52° 20' 29" NB, 4° 57' 53" OL | Klokkenstoel     |
| 3268                            | Herdenkingskruis                               | allen                |                                                            |              | kruis       | Muiderstraatweg, 1111                 | Diemen | 52° 20' 0" NB, 4° 58' 48" OL  | Herdenkingskruis |
| 3779                            | Gedenksteen                                    | burgerslachtoffers   |                                                            |              | gedenksteen | Overdiemerweg, 1111 PN                | Diemen | 52° 20' 17" NB, 4° 59' 10" OL | Gedenksteen      |
| 3780                            | Monument op begraafplaats Rustoord             | burgerslachtoffers   |                                                            |              | gedenksteen | Weesperstraat 84a/ Venserweg, 1112 AP | Diemen | 52° 20' 7" NB, 4° 57' 56" OL  |                  |
| 4511                            | monument omgekomen bemanning Wellington HE 154 |                      |                                                            | 12 juni 2023 | overig      | Overdiemerweg 37, 1111 PP             | Diemen | 52° 20' 35" NB, 5° 0' 47" OL  |                  |
| Dit oorlogsmonument op Wikidata | Stolpersteine                                  | vervolgden Nederland | Gunter Demnig                                              |              | reliëf      | Zie Lijst van Stolpersteine in Diemen | Diemen |                               |                  |

Aalsmeer ·
Alkmaar ·
Amstelveen ·
Amsterdam ·
Bergen ·
Beverwijk ·
Blaricum ·
Bloemendaal ·
Castricum ·
Den Helder ·
Diemen ·
Dijk en Waard ·
Drechterland ·
Edam-Volendam ·
Enkhuizen ·
Gooise Meren ·
Haarlem ·
Haarlemmermeer ·
Heemskerk ·
Heemstede ·
Heiloo ·
Hilversum ·
Hollands Kroon ·
Hoorn ·
Huizen ·
Koggenland ·
Landsmeer ·
Laren ·
Medemblik ·
Oostzaan ·
Opmeer ·
Ouder-Amstel ·
Purmerend ·
Schagen ·
Stede Broec ·
Texel ·
Uitgeest ·
Uithoorn ·
Velsen ·
Waterland ·
Weesp ·
Wijdemeren ·
Wormerland ·
Zaanstad ·
Zandvoort